# Indumentaria bizantina
La indumentaria bizantina engloba al conjunto de trajes, textiles y ornatos que definieron la forma de vestir desde los siglos IV al XV en el Imperio Romano de Oriente. La corte imperial utilizó el vestido como un elemento de ostentación, clase y poder, con una iconografía muy definida. Existía una indumentaria específica para las ceremonias regias, el traje imperial, del cual conservamos numerosas representaciones en las artes decorativas del momento. Esto ha sido vital para hacer un estudio más detallado de los tejidos y complementos empleados.

## Contexto histórico
A partir del siglo IV el Imperio Romano de Oriente, con capital en Constantinopla (la actual Estambul, Turquía), experimentó un importante tráfico comercial, lo cual favoreció una llegada masiva de productos, especialmente objetos de lujo entre los que destacan las artes decorativas (esmaltes, tejidos, joyas y mosaicos). Todo ello, unido al gusto por la suntuosidad que la corte bizantina siempre manifestó, formó un caldo de cultivo perfecto para el desarrollo de una indumentaria rica en tejidos, ornamento, iconografía y color.

## Indumentaria imperial

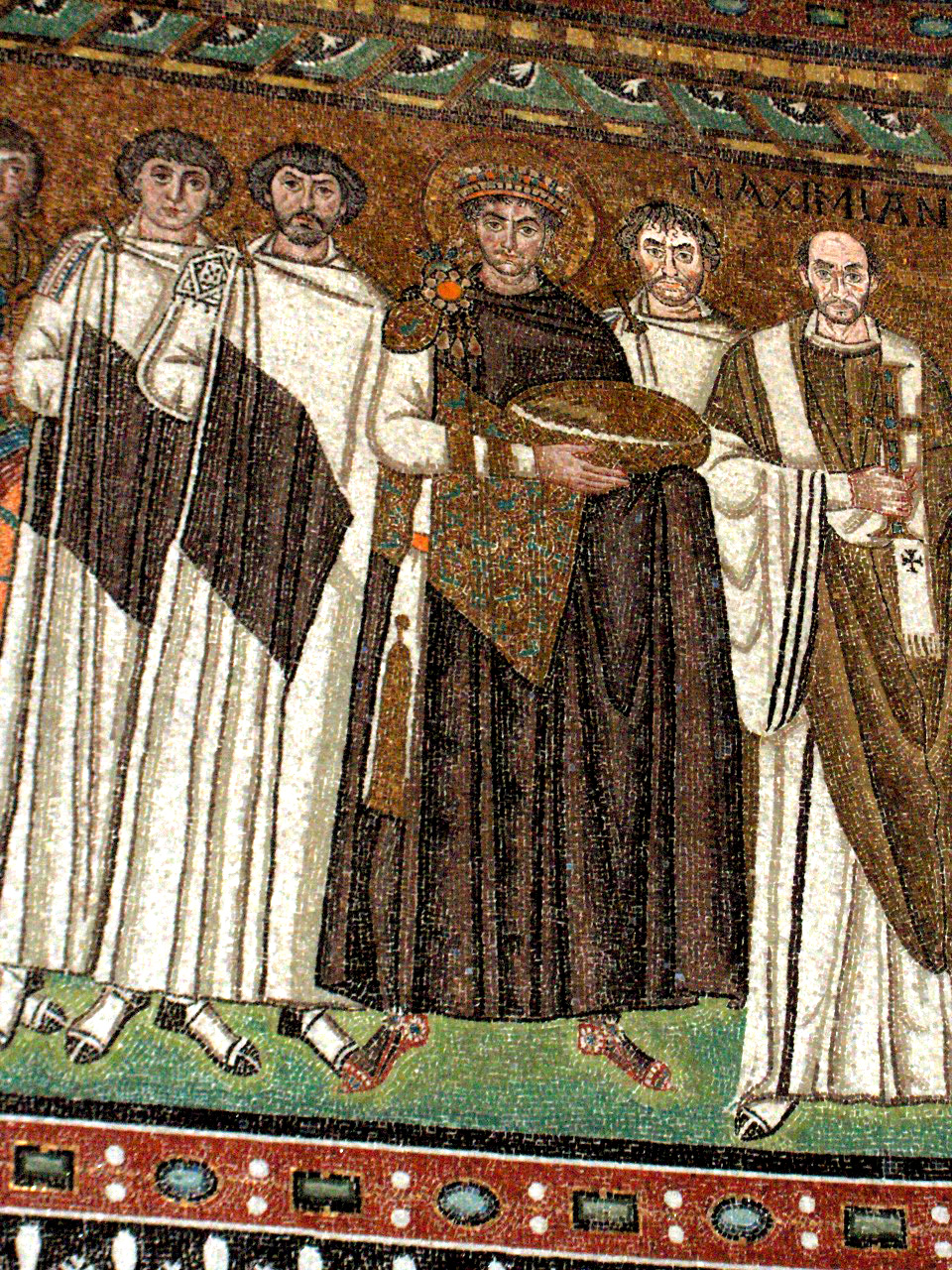
El emperador Justiniano I acompañado del arzobispo Maximiliano y de la guarda pretoriana. Mosaico, muro norte del ábside, Iglesia de San Vital en Rávena (547 a. C.)

Durante los primeros años del Imperio se continuó utilizando la toga romana como vestimenta oficial. Sin embargo, con el paso del tiempo prevaleció la moda oriental, mucho más decorativa. Durante el reinado de Justiniano comenzó a utilizarse la túnica con mangas y en forma de T. Esta túnica es también uno de los elementos principales del traje imperial. Una de las representaciones más conocidas del traje imperial se encuentra en uno los mosaicos de la Iglesia de San Vital de Rávena (c.a. 547 a. C.), ubicado en el muro norte del ábside. En él se puede ver al emperador Justiniano portando una túnica blanca, , sobre la cual se coloca una ancha clámide de color púrpura, únicamente reservado para la corte, abrochada en el hombro derecho por una vistosa fíbula. Aparece tocado con la stemma, una corona de oro cuajada de gemas de la cual penden cadenas de oro que llegan hasta la mejilla. Del mismo modo el emperador aparece representado con el halo dorado, símbolo de su divinidad. Sus pies están cubiertos con unas botas al estilo persa, es decir, blancas con bordado en color rojo. A la izquierda de Justiniano, la guardia pretoriana porta togas blancas sobre las que se colocan clámides púrpuras. A la derecha del emperador, el arzobispo Maximiano aparece representado con una túnica dorada sobre toga blanca. De este modo se crea una jerarquía de poder, fácilmente reconocible gracias a la vestimenta.